# 마크 트웨인
새뮤얼 랭혼 클레먼스(영어: Samuel Langhorne Clemens, 1835년 11월 30일 ~ 1910년 4월 21일)는 마크 트웨인(Mark Twain)이라는 필명으로 더욱 유명한 미국의 작가이다. 주요 작품으로는 미시시피 강 유역을 배경으로 개구쟁이 소년인 톰 소여와 허클베리 핀의 모험을 그린 동화 《톰 소여의 모험》이 있다.

## 생애

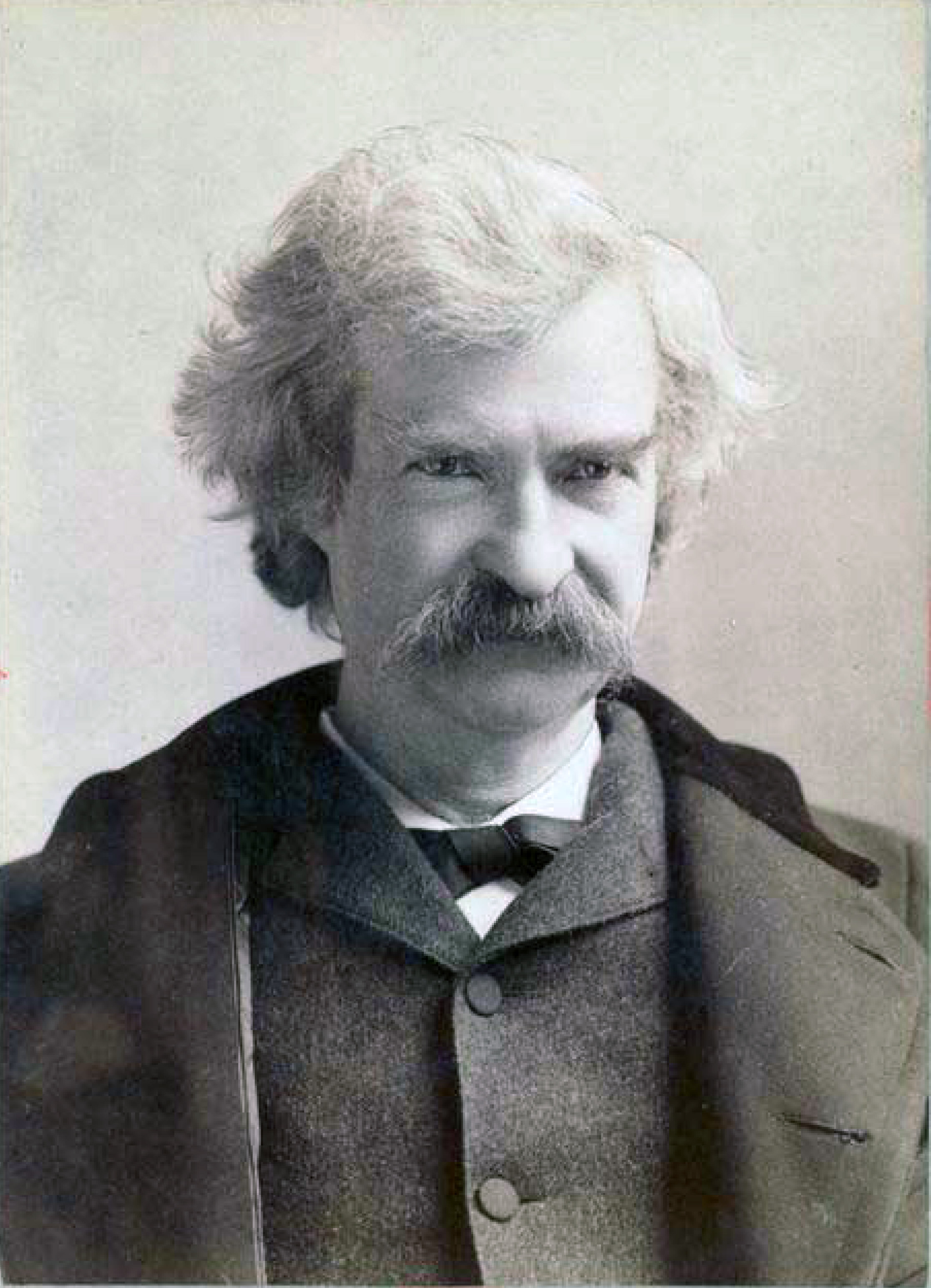
마크 트웨인, 1895년

1835년 미국 미주리주 플로리다에서 태어났다. 4살 때 가족이 미시시피 강변의 소도시 Hannibal(또는 St.Petersberg, Missouri주)로 이사갔다. 미시시피강 주변의 자연은 그의 유년기에 깊은 인상을 남겨 그가 후에 쓴 《톰 소여의 모험》 등의 무대가 되었다.
11살에 아버지를 잃은 그는 인쇄소에서 견습공으로 일하게 되었다. 그 덕분에 브라질을 탐험하고 미시시피강을 누비는 증기선의 키잡이 일도 하였다. 이 때 사용한 수심 깊이의 단위를 필명으로 사용하였다. 1840년대 미국 서부에서 금이 발견되어 소위 서부개척이라는 붐이 일어나자, 마크는 약간의 토지를 매입해 금을 찾았지만 결과는 비참했다. 덕분에 빚이 늘어나 신문사 일을 했는데, 그가 일한 신문이 첫 단편들을 실어 마크 트웨인이 작가로서의 호평을 받게 해준 캘리포니언 지이다.

## 문학
마크 트웨인은 1865년 <뜀뛰는 개구리>로 문단에 등단하였고, 이어 <순박한 여행기>로 인기를 끌었다. 생활의 체험을 소재로 한 많은 작품을 발표하여, 그 속에 자연 존중, 물질 문명의 배격, 사회 풍자 등을 표현하면서 유머와 풍자에 넘치는 작품 경향을 보였다. 뒤에 인류에 대한 절망, 비관론자가 되어 <인간이란 무엇이냐> <보지 못한 소년> 등을 남겼다.

### 작품 세계
그의 작품 세계는 크게 두 가지로 나눌 수 있는데, 흔히 미시시피 3부작으로 통칭되는 《톰 소여의 모험》, 《미시시피강의 추억》, 《허클베리 핀의 모험》 등은 다분히 미국적이고 자유스러운 영혼에 대한 찬가라고 할 수 있으며, 《아서왕과 코네티컷 양키》, 《왕자와 거지》, 《불가사의한 이방인》 등은 중세 봉건주의 시대의 유럽을 무대로 하는 통렬한 사회 풍자물이다. 이 중 19세기 미국인을 아서왕의 카멜롯으로 시간여행시키는 과학 소설 《아서왕과 코네티컷 양키》와 중세 오스트리아 성채에 나타난 초인 N.44의 이야기를 다루는 환상 소설 《불가사의한 병》이 특히 주목할 만한 가치가 있다. 말년에는 '노예 있는 자유국' 즉, 자유주의나라이면서도 노예제도가 있는 미국의 모순을 폭로하고 바로잡기에 힘썼다.

### 기독교 근본주의 비판
또한, 그의 말년에는 <지구로부터의 편지>를 출판했으며, 당시 미국 내에서 형성되고 영향을 주던 기독교 근본주의를 비판하는 내용을 포함하였다. 마크 트웨인은 진보적인 장로교 신자였지만, 《마크 트웨인 자서전》에서도 보수적 개신교 입장을 비판하였다. 자서전에서 마크 트웨인은 "노예제도가 하나님이 인정한 신성한 제도라 가르쳤고 의심이 들어 확신하고 싶다면 성서를 들여다보라고 말하면서, 해당 구절을 큰 소리로 읽어 주곤 했던 개신교 성직자들을" 언급함으로써 부당한 사회현상을 논박하기보다는, 성서를 문자 그대로 읽는 문자주의로써 정당화하고 유지하려는 극보수적인 기독교 근본주의의 잘못을 비판한다. 기독교 근본주의를 비판하여 반기독교인으로 오인하나, 도리어 기독교 근본주의자들의 활동 중에서 많은 부분이 반기독교적이다. 마크 트웨인은 미국에서 진보적인 개신교회인 장로교의 성실한 신자였다.

## 어록
If Christ were here, there is one thing he would not be ㅡ a Christian.

 
'예수께서 지금 여기 계시다면, 그 분께서는 기독교인이 되려 하지 않으실 것이다.
 — 이 발언은 근대 기독교의 선교활동과 식민주의의 연계성을 강조하며 나온 것이다.
 Honesty is the best policy — when there is money in it.

 
'정직은 가장 좋은 정책입니다. - 돈과 관련있을 때는
 — (이스트만 칼리지 연설 1901)